# 祝淵 (洪武進士)
祝淵（14世紀—15世紀），字季深，南直隸廬州府舒城縣人，明朝政治人物。

## 生平
祝淵是洪武二十年（1387年）的舉人，二十一年（1388年）聯捷進士，獲授兵部主事，文章在同輩間得稱頌，永樂年間蜀王朱椿就國，他獲選為祠官，得對方重視，給予書室牌匾為「芝蘭軒」，大學士劉三吾記下此事；之後祝淵外任龍游知縣，為政廉潔公平，興學勸農，深得民心，陞國子監監丞致仕，死後入祀鄉賢祠。

## 引用
1. 1 2  光緒《續修舒城縣志·卷三十六·人物志》：祝淵，字季深，明初大亂甫平，民不知學，淵資性英發，弱冠登洪武戊辰進士，除兵部主事以能文稱於同輩，永樂間蜀王之國，選為祠官，王甚重之，匾其書室曰「芝蘭軒」，大學士劉三吾記其事，出為龍遊令，邑志稱其宅心公明，持己廉潔，興學勸農，修舊舉廢，深得父母子民之義，擢國子監丞致仕，卒祀鄉賢。 舊志名臣
2. ↑  光緒《續修舒城縣志·卷三十·選舉志二》：進士……明 洪武二十一年戊辰任泰亨榜 祝淵 兵部主事，厯官國子監丞，有傳……舉人……明 洪武二十年丁卯科 祝淵 見進士